# Béla Szepes
Béla Miklós Szepes, född Vojtech Strauch 5 september 1903 i Spišská Nová Ves i Österrike-Ungern (nuvarande Slovakien), död 20 juni 1986 i Budapest, var en ungersk vinter- och sommaridrottare som var aktiv inom friidrott och nordisk skidsport under 1920-talet. Han var bror till Gyula Szepes.
Han medverkade vid två olympiska spel 1924 och 1928. Vid olympiska vinterspelen 1924 bröt han både skidloppet 18 kilometer och skidtävlingen i nordisk kombination. Vid olympiska sommarspelen 1928 slutade han på andra plats i spjut.